# 岡山県道・広島県道108号大野部東城線
岡山県道・広島県道108号大野部東城線（おかやまけんどう・ひろしまけんどう108ごう おおのべとうじょうせん）は、岡山県新見市から広島県庄原市に至る一般県道である。

## 概要
岡山県新見市哲西町大野部から広島県庄原市東城町久代に至る。

### 路線データ
- 起点：岡山県新見市哲西町大野部（岡山県道50号北房井倉哲西線交点）
- 終点：広島県庄原市東城町久代（国道182号交点）

## 地理

### 通過する自治体
- 岡山県
  - 新見市
- 広島県
  - 庄原市

### 交差する道路
| 交差する道路               | 市町村名 | 都道府県名 | 交差する場所 | 交差する場所 |
| -------------------------- | -------- | ---------- | ------------ | ------------ |
| 岡山県道50号北房井倉哲西線 | 岡山県   | 新見市     | 哲西町大野部 | 起点         |
| 国道182号 国道314号 重複   | 広島県   | 庄原市     | 東城町久代   | 終点         |

### 沿線
- 新見市立野馳小学校（起点付近）
- 宮原簡易郵便局